# A.C. Tersløse
Anders Christian Jensen Tersløse (født Jensen 28. november 1857 i Tersløse, død 1. marts 1932 i Sorø) var en dansk maler.
Tersløse er uddannet på Kunstakademiet hos  Johan Frederik Busch og Carl F. Andersen dimitterede 1880-1884. 
A.C. Tersløse var ven med L.A. Ring. Ligesom H.A. Brendekilde og L.A. Ring tog han navn efter sit fødeby. På grund af kunstnerisk og økonomisk modgang udvandrede Tersløse til USA, hvor han arbejdede som dekorationsmaler og illustrator. Tersløse vendte dog tilbage til Danmark af helbredsmæssige grunde. Hans nøgterne maleriske syn prægede hans undervisning på Teknisk Skole i Odense, hvor Tersløse fik stor indflydelse på de yngre generationer af fynske kunstnere.
| - Interiører - Almueinteriør, 1924 - Almueinteriør, (uden dato) - Interiør med kommode (uden dato) - Kvinde tilbereder mad i et almuekøkken (uden dato) - Staldinteriør (uden dato) |

| - Gårdpartier - Gårdparti I (uden dato) - Gårdparti II (uden dato) - Gårdparti III (uden dato) - Gårdparti IV (uden dato) |

| - Strandpartier - Kystparti, 1889 - Strandparti med damper i horisonten, 1914 - Klitlandskab med blomstrende lyng, (uden dato) - Strandparti (uden dato) - Solnedgang, Hirtshals (uden dato) |